# آنیل کومار گوپتا

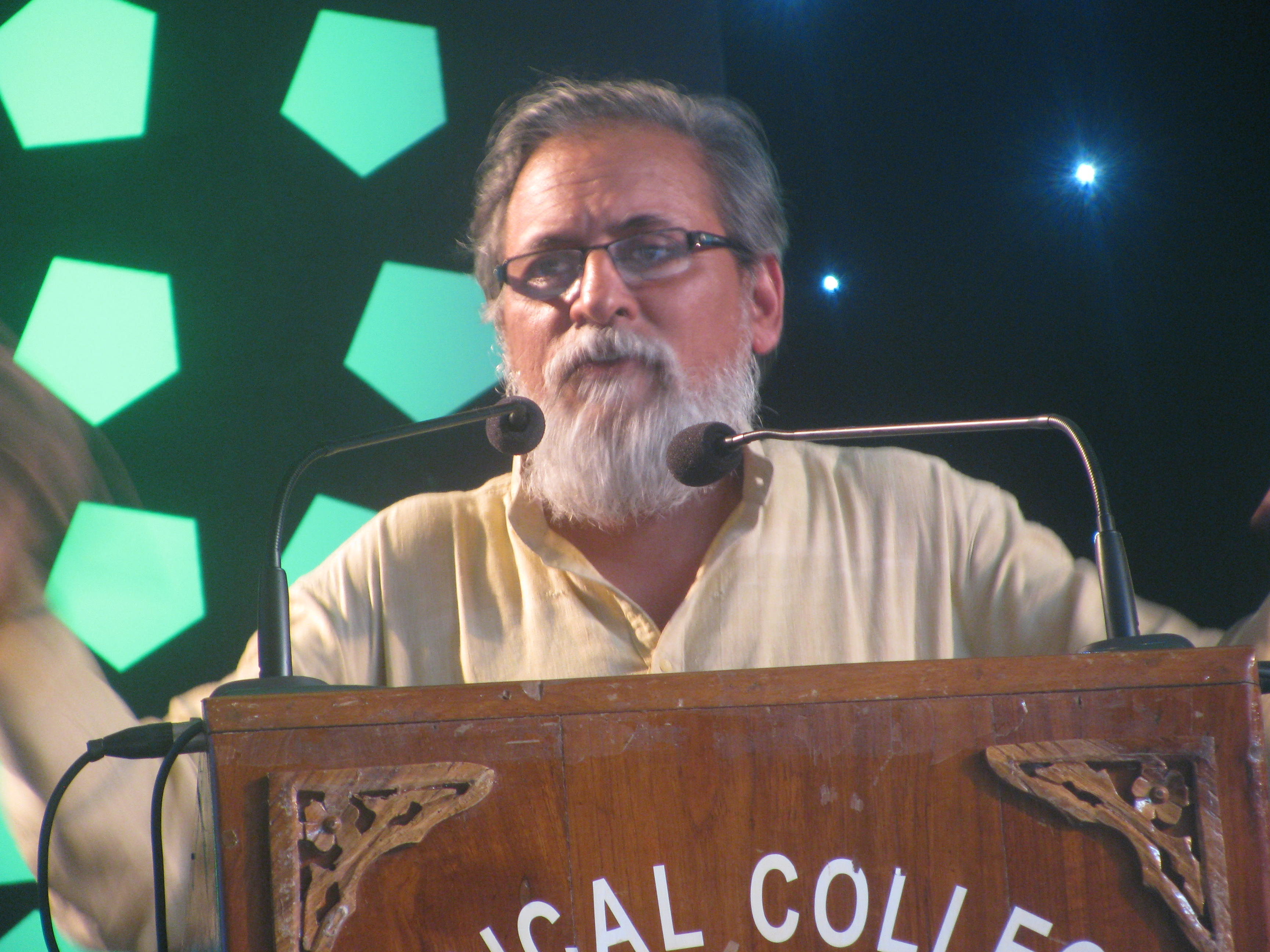
آنیل گوپتا در کالج پزشکی، تیرووانانتاپورام

آنیل کومار گوپتا محقق هندی در زمینه نوآوریهای اساسی است. او بنیانگذار شبکه زنبور عسل است. وی در سال ۲۰۱۷ به عنوان استاد تمام وقت در مؤسسه هندی مدیریت، احمدآباد بازنشسته شد، جایی که در آنجا حدود ۳۶ سال فعالیت داشت. او هم‌اکنون یک دانشکده ناظر در این مؤسسه است. وی معاون بنیاد اجرایی را در بنیاد ملی نوآوری بر عهده داشت، که هم‌اکنون عضو هیئت مدیره آن است. او همچنین عضو آکادمی جهانی هنر و علوم است. به دلیل مشارکت در آموزش مدیریت، در سال ۲۰۰۴ به وی پادما شری تعلق گرفت.
گوپتا به دلیل ایجاد دوره‌های ابتکاری برای دانشجویان در مؤسسه مدیریت هند، احمدآباد مشهور است. یکی از دوره‌های معروف وی شامل یاترا شوده بود که براساس آن وی دانشجویان مدیریت را به نقاط مختلف کشور برای یادگیری جوامع محلی و مطالعه سیستم‌های دانش خود هدایت می‌کرد. این دوره از مفهوم بزرگتر وی در مورد قدم زدن در طول و وسعت کشور، تعامل با کشاورزان، دارندگان دانش سنتی، مبتکران مردمی، دانشجویان مبتکر و … ناشی شده‌است که وی نام آن را یاترا شوده (به معنی "پیاده روی تحقیقاتی") قرار داده‌است. این کار در ماه مه سال ۱۹۹۸ در استان گجرات غربی هند آغاز شد.

## تحصیلات
پس از اتمام دوره لیسانس خود (Hons) در کشاورزی، وی برای تکمیل کارشناسی ارشد در سال ۱۹۷۴ در علوم (ژنتیک بیوشیمیایی) دانشگاه کشاورزی هاریانا ادامه تحصیل داد. در سال ۱۹۸۶، وی دکترای مدیریت را از دانشگاه کوروکسسترا به دست آورد.

## جوایز و افتخارات
| سال جایزه یا افتخار | نام جایزه یا افتخار                | سازمان جایزه                   |
| ------------------- | ---------------------------------- | ------------------------------ |
| ۲۰۰۴                | جایزه ملی پادما شری (آموزش مدیریت) | دولت هند                       |
| ۲۰۰۴                | جایزه علمی در جامعه                | انجمن کنگره علوم هند           |
| ۲۰۰۰                | جایزه نوآوری آسیا طلا              | بررسی اقتصادی شرق دور          |
| ۱۹۹۳–۹۶             | جایزه علمی Pew Conservation        | دانشگاه میشیگان، ایالات متحده. |